# Gare de Plaisir - Grignon
Gare de Plaisir - Grignon vasútállomás Franciaországban, Plaisir településen.

## Vasútvonalak
Az állomást az alábbi vasútvonalak érintik:
- Saint-Cyr-Surdon-vasútvonal
- Plaisir-Grignon-Épône - Mézières-vasútvonal

## Kapcsolódó állomások
A vasútállomáshoz az alábbi állomások vannak a legközelebb:
- Gare de Villiers - Neauphle - Pontchartrain (Gare de Dreux, Transilien N)
- Gare de Beynes (Gare de Mantes-la-Jolie, Transilien N)
- Gare de Plaisir - Les Clayes (Paris Gare Montparnasse, Transilien N)